# Vitens

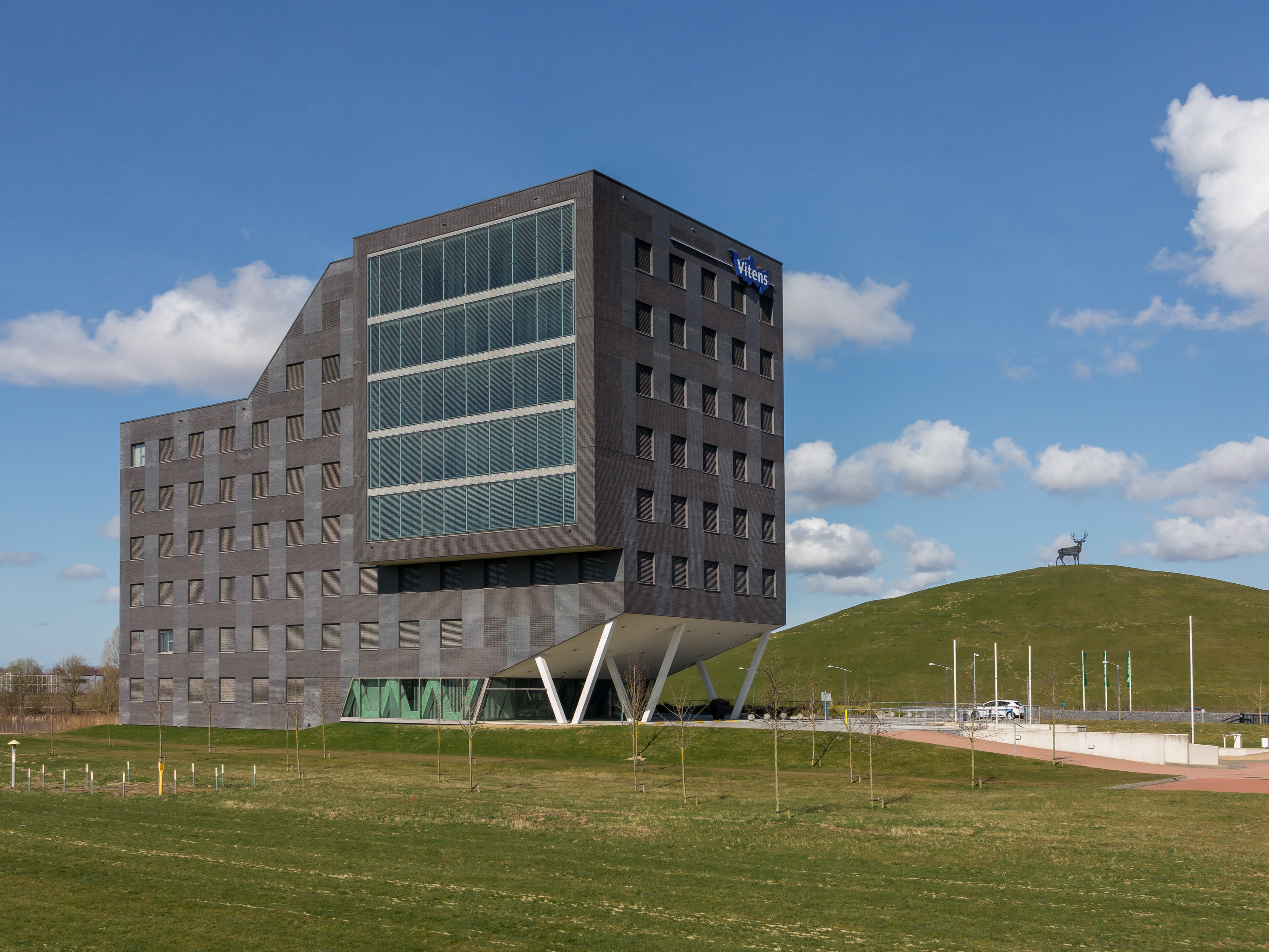
Tot 2021 het regio-kantoor van Vitens te Arnhem

Vitens is een Nederlands waterleidingbedrijf met het hoofdkantoor in Zwolle. Bedrijven en particulieren in de provincies Flevoland, Friesland, Gelderland, Utrecht, Overijssel, Hilversum in de provincie Noord-Holland en in Meppel in de provincie Drenthe zijn voor de levering van leidingwater afhankelijk van het bedrijf.

## Ontstaan
De voorlopers van Vitens waren:
- Nuon Water was actief ten aanzien van de winning, zuivering, distributie, opslag en verkoop van water. Het was verantwoordelijk voor de drinkwatervoorziening in een deel van de provincie Gelderland en in de provincie Friesland. De distributie van het drinkwater in Gelderland vond plaats via haar 100%-dochteronderneming NV Nuon Water Gelderland en in Friesland door NV Nuon Water Fryslân.
- Waterbedrijf Gelderland (WG) was een naamloze vennootschap en de aandelen waren in handen van provincie Gelderland en een groot aantal gemeenten in die provincie. WG was de grootste producent en leverancier van (drink)water in het verzorgingsgebied bestaande uit de Achterhoek, het Rivierengebied en de Veluwe.
- Waterleiding Maatschappij Overijssel (WMO) was in handen van de provincie Overijssel en de 29 gemeenten. Het verzorgingsgebied van WMO bestond uit Overijssel, de Noordoostpolder en een aantal gemeenten in Drenthe.

In 2002 besloten de drie waterbedrijven te fuseren en ontstond Vitens, een naam die duidt op leven ("vita"). De aandeelhouders van Nuon Water, WG en WMO werden de aandeelhouders van Vitens. In 2006 is zij verder gefuseerd met Hydron Flevoland en Hydron Midden-Nederland. De drie gingen vanaf 1 oktober 2006 samen verder onder de naam Vitens. Vitens had toen 2,3 miljoen wateraansluitingen in Flevoland, Friesland, Gelderland, Overijssel, Utrecht en enkele gemeenten in Drenthe. Het bedrijf telde toen zo'n 1500 medewerkers.

## Activiteiten
Vitens is een publiek bedrijf en de aandelen van de naamloze vennootschap zijn (in)direct in handen van provinciale en gemeentelijke overheden. De provincie Overijssel is de grootste aandeelhouder met 13,4% en Friesland staat op plaats twee met 13,1%. Per 31 december 2021 had Vitens 2,7 miljoen aansluitingen en zo'n 1400 medewerkers in vaste dienst. Het is het grootste drinkwaterbedrijf in Nederland. 

### Laboratorium Leeuwarden
In het laboratorium in Leeuwarden doet Vitens microbiologisch en chemisch onderzoek naar (grond-)waterkwaliteit. Het laboratorium verwerkt dagelijks honderden watermonsters en is grotendeels geautomatiseerd.

### VEI
Vitens en Evides hebben in 2005 samen VEI B.V. (tot 7 juni 2019 Vitens Evides International) opgericht. VEI ondersteunt waterbedrijven in ontwikkelingslanden met de verbetering van drinkwatervoorziening en sanitatie. Er wordt gewerkt aan veilige drinkwatervoorziening in onder meer Ghana, Malawi, Mongolië, Mozambique, Kenia, Bangladesh en Vietnam.

### Problemen met watervoorziening
In oktober 2024 werd door Vitens het advies aan zo'n 70 000 huishoudens van Apeldoorn en omstreken gegeven al het water dat als drinkwater gebruikt werd, eerst drie minuten te koken. In het water was namelijk de E. colibacterie aangetroffen. Het advies veroorzaakte een run op flessenwater in de supermarkten. Nog voor dit probleem geheel opgelost was, werd de bacterie ook in Noord-Limburg, in de omgeving van onder meer Venray, aangetroffen. In dit gebied werden 14 000 huishoudens getroffen. Enkele maanden eerder, in mei van datzelfde jaar, waren in de waterreservoirs van Dinxperlo en Ellecom eveneens verontreinigd, nu met de entrokokkenbacterie. Ook toen kregen respectievelijk 25 000 huishoudens in de Achterhoek en 46 000 huishoudens in de regio boven Arnhem het advies het drinkwater te koken.

## Kengetallen 2021
- Omzet: € 396,1 miljoen
- Wateromzet: € 356,7 miljoen
- Aansluitingen: 2,707 miljoen
- Aantal klanten: 5,8 miljoen
- Leidingnet: 50.000 kilometer
- Productiebedrijven: 93
- Gemiddeld gebruik: 105 liter per persoon per dag
- Productie en inkoop: 374,2 miljoen m³

Hedendaags:
Douwe Egberts ·
HUBO ·
Koninklijke Jongeneel ·
Mediq ·
UMS Pastoe ·
Rabobank ·
Stork ·
Strukton ·
Vitens ·
WE

Niet meer bestaand:
Charles Vögele ·
De Korenschoof ·
De Landbouw ·
Demka ·
ElectroRail ·
GVU ·
Batterijenfabriek Herberhold ·
Hooghiemstra ·
Gemeentelijke Gasfabriek ·
Jan Jongerius N.V. ·
N.V. L B Kagenaar ·
Lood- en Zinkpletterij Hamburger ·
Lubro ·
Machinefabriek Jaffa ·
Nieaf ·
Olland · 
Pannevis · 
PEGUS ·
N.V. Philips Lasstavenfabriek ·
PUEM ·
Systeem Coq ·
Van Boekhoven - Bosch ·
Werkspoor